# رئاسة باراك أوباما

الرئيس باراك أوباما.

بدأت رئاسة باراك أوباما في تمام الساعة الثانية عشرة بتوقيت شرق الولايات المتحدة في 20 يناير 2009، عندما نُصِّب باراك أوباما الرئيس الرابع والأربعين للولايات المتحدة، وانتهت في 20 يناير 2017. تولى أوباما -الديمقراطي عن ولاية إلينو يمنصبه بعد انتصار حاسم على المرشح الجمهوري جون ماكين في الانتخابات الرئاسية لعام 2008. بعد أربع سنوات، هزم في انتخابات 2012 الجمهوري ميت رومني وأُعيد انتخابه لولاية رئاسية ثانية. كان أوباما أول رئيس أمريكي من أصل أفريقي، وأول رئيس متعدد الأعراق، وأول رئيس غير أبيض، وأول رئيس وُلد في هاواي. خلفه الجمهوري دونالد ترامب الذي فاز في الانتخابات الرئاسية لعام 2016.
تناولت إجراءات أوباما في ولايته الأولى الأزمة المالية العالمية وتضمنت حزمة تحفيز كبيرة، وتمديدًا جزئيًا للتخفيضات الضريبية التي أقرّها بوش، وقانونًا لإصلاح الرعاية الصحية، ومشروع قانون لإصلاح التنظيم المالي، وإنهاء الوجود العسكري الأمريكي في العراق. عيّن أوباما أيضًا قاضيتي المحكمة العليا إيلينا كاغان وسونيا سوتومايور التي كانت أول قاضية أمريكية من أصول لاتينية في المحكمة العليا. سيطر الديمقراطيون على مجلسي الكونغرس حتى فاز الجمهوريون بالأغلبية في مجلس النواب في انتخابات 2010. بعد الانتخابات، دخل أوباما والجمهوريون في الكونغرس في مواجهة مطولة بشأن مستويات الإنفاق الحكومي وسقف الديون. قلّلت سياسة إدارة أوباما لمكافحة الإرهاب من أهمية نموذج بوش لمكافحة التمرد، إذ وسّعت الضربات الجوية واستخدمت القوات الخاصة على نطاق واسع وشجعت على الاعتماد على جيوش الحكومة المضيفة. نسّقت إدارة أوباما العملية العسكرية التي أسفرت عن مقتل أسامة بن لادن في 2 مايو 2011.
في ولايته الثانية، اتخذ أوباما خطوات لمكافحة تغير المناخ، إذ وقّع على اتفاق عالمي بشأن المناخ وأمر تنفيذي للحد من انبعاثات الكربون. ترأّس أوباما أيضًا تنفيذ قانون الرعاية الصحية بأسعار معقولة والتشريعات الأخرى التي مُرِّرت في فترة ولايته الأولى، وتفاوض على التقارب مع إيران وكوبا. انخفض عدد الجنود الأمريكيين في أفغانستان انخفاضًا كبيرًا خلال ولاية أوباما الثانية، على الرغم من بقاء الجنود الأمريكيين في أفغانستان طوال فترة رئاسة أوباما وحتى عام 2019. سيطر الجمهوريون على مجلس الشيوخ بعد انتخابات 2014، وواصل أوباما الصراع مع الجمهوريين في الكونغرس بشأن الإنفاق الحكومي والهجرة والترشيحات القضائية ومسائل أخرى.

## القوانين والتشريعات الرئيسية

### إجراءات السياسة الاقتصادية
- الاستجابة للركود الاقتصادي الكبير
  - قانون الانتعاش الأمريكي وإعادة الاستثمار
  - خطة إنقاذ صناعة السيارات

- إصلاح وول ستريت
  - قانون بطاقة الائتمان لعام 2009
  - قانون دود-فرانك لإصلاح وول ستريت وحماية المستهلك

- الضرائب والإنفاق
  - قانون الإعفاء الضريبي وإعادة ترخيص التأمين ضد البطالة وخلق فرص العمل لعام 2010
  - قانون مراقبة الميزانية لعام 2011
  - قانون إعفاء دافعي الضرائب الأمريكيين لعام 2012
  - قانون الموازنة بين الحزبين لعام 2015

- أزمة سقف الديون وتعطيل الحكومة لعام 2013
  - قانون الاعتمادات المستمرة لعام 2014
  - قانون الموازنة بين الحزبين لعام 2013

### إجراءات السياسة المحلية الأخرى
- إصلاح الرعاية الصحية
  - قانون حماية المرضى والرعاية الصحية بأسعار معقولة
  - قانون الرعاية الصحية والمصالحة التعليمية لعام 2010

- التعليم
  - برنامج المنحة التنافسية السباق نحو القمة
  - قانون نجاح كل طالب

- تغير المناخ
  - خطة الطاقة النظيفة

- سياسة الهجرة
  - القرار المؤجل للواصلين أطفالًا
  - القرار المؤجل للأبوين المنجبين لأمريكيين (منعته المحكمة العليا)

- السياسة الاجتماعية
  - قانون ليلي ليدبيتر للأجور العادلة
  - قانون ماثيو شيبرد
  - قانون إلغاء سياسة لا تسأل، لا تقل لعام 2010

- سياسة المخابرات والمراقبة
  - تمديد قانون باتريوت (2011-2015)
  - قانون الحرية في الولايات المتحدة الأمريكية

### إجراءات السياسة الخارجية
- اتفاقيات التجارة الحرة
  - اتفاقية التجارة الحرة بين الولايات المتحدة وكولومبيا
  - اتفاقية تعزيز التجارة البنمية الأمريكية
  - اتفاقية التجارة الحرة بين كوريا الجنوبية والولايات المتحدة
  - الشراكة العابرة للمحيط الهادئ (وُقِّعت ولكن لم تصدَّق)

- الحد من التسلح
  - معاهدة ستارت الجديدة

- تغير المناخ
  - اتفاقية باريس

- العراق
  - انسحاب القوات الأمريكية من العراق

التدخل بقيادة الولايات المتحدة في العراق (2014–الآن)
- أفغانستان
  - الحرب في أفغانستان (2001–الآن)

انسحاب جزئي للقوات الأمريكية من أفغانستان
- التقارب مع كوبا وإيران
  - إذابة الجليد مع كوبا

خطة العمل الشاملة المشتركة مع إيران
- العمليات العسكرية الأخرى
  - ضربات الطائرات دون طيار في باكستان
  - التدخل العسكري في ليبيا عام 2011
  - مقتل أسامة بن لادن
  - التدخل العسكري ضد داعش

### ترشيحات المحكمة العليا
- سونيا سوتومايور
- إيلينا كاغان
- ميريك غارلاند (لم يؤكَّد)

## الانتخابات الرئاسية 2008
بعد فوز أوباما في الانتخابات عن ولاية إلينوي في مجلس الشيوخ عام 2004، أعلن أوباما أنه سيترشح للرئاسة في فبراير 2007. في الانتخابات التمهيدية للحزب الديمقراطي لعام 2008، واجه أوباما السيناتور والسيدة الأولى السابقة هيلاري كلينتون. ترشّح أيضًا العديد من المرشحين الآخرين، من ضمنهم السيناتور جو بايدن عن ولاية ديلاوير الذي أصبح مستقبلا رئيس الولايات المتحدة السادس والاربعين والسيناتور السابق جون إدواردز، لكن هذين المرشحين انسحبا بعد بداية الانتخابات التمهيدية. في يونيو، في يوم الانتخابات التمهيدية النهائية، انتزع أوباما الترشّح بفوزه بأغلبية المندوبين، ومن ضمنهم المندوبون المتعهدون وكبار المندوبين. حصل أوباما وبايدن -الذي اختاره أوباما ليكون زميله في السباق الرئاسيعلى بطاقة الترشح عن الحزب الديمقراطي في المؤتمر القومي الديمقراطي في أغسطس 2008.
مع اقتراب ولاية الرئيس الجمهوري جورج دبليو بوش من نهايتها، رشّح الجمهوريون السيناتور جون ماكين عن ولاية أريزونا للرئاسة. في الانتخابات العامة، هزم أوباما ماكين، إذ حصل على 52.9% من الأصوات الشعبية و 365 من أصل 538 صوتًا انتخابيًا. في انتخابات الكونغرس، ازدادت أغلبية الديمقراطيين في مجلسي الكونغرس، وظلت رئيسة مجلس النواب نانسي بيلوسي وزعيم الأغلبية في مجلس الشيوخ هاري ريد في منصبيهما. بقي الجمهوريان جون بينر وميتش ماكونيل في منصب زعيم الأقلية في مجلس النواب وزعيم الأقلية في مجلس الشيوخ، على التوالي.

## الفترة الانتقالية والتنصيب
بدأت الفترة الانتقالية الرئاسية بعد انتخاب أوباما للرئاسة في نوفمبر 2008، على الرغم من أن أوباما اختار كريس لو لبدء التخطيط للانتقال في مايو 2008. شارك كل من جون بودستا وفالري جارت وبيت راوس في رئاسة مشروع انتقال أوباما-بايدن. أعلن أوباما خلال الفترة الانتقالية عن ترشيحات لمجلس وزرائه وإدارته. في نوفمبر 2008، قبل عضو الكونغرس رام إيمانويل عرض أوباما ليشغل منصب رئيس موظفي البيت الأبيض. نُصّب أوباما في 20 يناير 2009 خلفًا لجورج دبليو بوش. تولى أوباما الرئاسة رسميًا في تمام الساعة الثانية عشرة مساءً بتوقيت شرق الولايات المتحدة، وأتمّ أداء اليمين الدستورية في الساعة 12:05 مساءً بتوقيت شرق الولايات المتحدة، ثم ألقى خطاب تنصيبه مباشرة بعد أداء اليمين. كان فريق انتقال أوباما مكمِّلًا لفريق انتقال إدارة بوش المنتهية ولايته، لا سيما فيما يتعلق بالأمن القومي، ودُوّنت لاحقًا بعض عناصر الانتقال بين بوش وأوباما في القانون. 

## الإدارة

### المعيَّنين في مجلس الوزراء
بعد تنصيب أوباما رئيسًا، عمل ومجلس الشيوخ على تأكيد مرشحيه لمجلس الوزراء الأمريكي. لم يكن ثلاثة مسؤولين على مستوى مجلس الوزراء بحاجة إلى التأكيد: نائب الرئيس جو بايدن الذي اختاره أوباما ليكون زميله في السباق الرئاسي في المؤتمر القومي الديمقراطي لعام 2008، ورئيس موظفي البيت الأبيض رام إيمانويل، ووزير الدفاع روبرت غيتس الذي اختار أوباما أن يحتفظ به من الإدارة السابقة. قدّم مايكل فرومان، المسؤول التنفيذي في سيتي غروب آنذاك، قائمة مسبقة بالاقتراحات. وصف أوباما خياراته الوزارية بأنها «فريق من المتنافسين»، واختار أوباما العديد من مسؤولي الحكومة البارزين لمناصب وزارية، من ضمنهم المنافِسة السابقة في الانتخابات التمهيدية للحزب الديمقراطي هيلاري كلينتون وزيرةً للخارجية. رشّح أوباما العديد من المسؤولين السابقين في إدارة كلينتون لمجلس الوزراء ولمناصب أخرى. في 28 أبريل 2009، أكد مجلس الشيوخ تعيين حاكمة كانساس السابقة كاثلين سيبيليوس وزيرة للصحة والخدمات البشرية، استكمالًا لحكومة أوباما الأولية. خلال رئاسة أوباما، خدم أربعة جمهوريين في حكومة أوباما: راي لحّود وزيرًا للنقل، وروبرت ماكدونالد وزيرًا لشؤون المحاربين القدامى، وغيتس وتشاك هيغل وزيرين للدفاع.